# Kozica (Lašva)
Kozica je rijeka u Bosni i Hercegovini.
Izvire na planini Vranici. Kozica je pritoka rijeke Lašve. Na rijeci se nalaze dvije MHE, po jedna u gornjem i donjem toku. Na rijeci se nalaze tri vodopada.